# ラブレー (小惑星)
ラブレー (5666 Rabelais) は、小惑星帯の小惑星。リュドミーラ・カラチキナがクリミア天体物理天文台で発見した。
16世紀のフランスの人物で、『ガルガンチュワとパンタグリュエル』の作者フランソワ・ラブレーから命名された。